# Могрен, Торгни
Торгни Могрен (швед. Torgny Mogren; 26 июля 1963 года, Хелефорс) — шведский лыжник, олимпийский чемпион, четырёхкратный чемпион мира, обладатель Кубка мира.

## Карьера
В Кубке мира Могрен дебютировал в 1983 году, в январе 1986 года одержал свою первую в карьере победу на этапе Кубка мира. Всего имеет на своём счету 13 побед на этапах Кубка мира. В сезоне 1986/87 Могрен завоевал Кубок мира, обойдя в общем зачёте Томаса Вассберга и Гунде Свана. Ещё трижды в своей карьере Могрен становился вторым в общем зачёте Кубка мира, в сезонах 1985/86, 1987/88 и 1990/91.
На Олимпийских играх 1984 года в Сараево был 23-м в гонке на 30 км коньком и 22-м в гонке на 15 км классикой.
На Олимпийских играх 1988 года в Калгари выиграл золото в эстафете, а также занял 24-е место в гонке на 15 км классикой, 11-е место в гонке на 30 км классикой и 28-е место в гонке на 50 км коньком.
На Олимпийских играх 1992 года в Альбервиле был 4-м в эстафете, 9-м в гонке на 10 км классикой, 5-м в гонке преследования и 12-м в гонке на 50 км коньком.
На Олимпийских играх 1994 года в Лиллехаммере занял 27-е место в гонке на 10 км классикой и 24-е место в гонке на 30 км классикой.
На Олимпийских играх 1998 года в Нагано стал 34-м в гонке на 50 км коньком.
За свою карьеру принимал участие в семи чемпионатах мира, на которых завоевал четыре золотые, три серебряные и две бронзовые медали.
Использовал лыжи производства фирмы Fischer.